# Стерлибашевский сельсовет
Стерлибашевский сельсовет — муниципальное образование в Стерлибашевском районе Башкортостана.
Административный центр — село Стерлибашево.

## История
Согласно Закону Республики Башкортостан от 20 июля 2005 года N 211-з «О внесении изменений в административно-территориальное устройство Республики Башкортостан в связи с образованием, объединением, упразднением и изменением статуса населенных пунктов, переносом административных центров» имеет статус сельского поселения.
В 2008 году в состав сельсовета вошла часть Турмаевского сельсовета.
Закон Республики Башкортостан от 19.11.2008 г. № 49-з «Об изменениях в административно-территориальном устройстве Республики Башкортостан в связи с объединением отдельных сельсоветов и передачей населённых пунктов» гласит:

 "Внести следующие изменения в административно-территориальное устройство Республики Башкортостан:
39) по Стерлибашевскому району:

изменить границы Стерлибашевского и Турмаевского сельсоветов согласно представленной схематической карте, передав село Тятербаш, деревни Муртаза, Никольское Турмаевского сельсовета в состав Стерлибашевского сельсовета.

Изменить границы Янгурчинского и Турмаевского сельсоветов согласно представленной схематической карте, передав село Турмаево, деревню Банковка Турмаевского сельсовета в состав Янгурчинского сельсовета.

Исключить из учетных данных Турмаевский сельсовет;

## Население
| 2002  | 2009  | 2010  | 2012  | 2013  | 2014  | 2015  |
| ----- | ----- | ----- | ----- | ----- | ----- | ----- |
| 8198  | ↘7601 | ↗8000 | ↗8012 | ↘7884 | ↘7793 | ↘7785 |
| 2016  | 2017  | 2018  |       |       |       |       |
| ↘7777 | ↗7848 | ↘7837 |       |       |       |       |

## Состав сельского поселения
| №  | Населённый пункт | Тип населённого пункта       | Население |
| -- | ---------------- | ---------------------------- | --------- |
| 1  | Стерлибашево     | село, административный центр | ↗6159     |
| 2  | Первомайский     | село                         | ↘716      |
| 3  | Ибракаево        | деревня                      | ↗404      |
| 4  | Тятербаш         | село                         | ↘331      |
| 5  | Муртаза          | деревня                      | ↘165      |
| 6  | Максютово        | деревня                      | ↘153      |
| 7  | Мухаметдаминово  | деревня                      | ↗110      |
| 8  | Никольское       | деревня                      | ↗70       |
| 9  | Булаж            | деревня                      | ↘62       |
| 10 | Кордон Лесной    | деревня                      | ↗32       |
| 11 | Гумбазы          | деревня                      | ↘27       |

## Известные жители и уроженцы
- Бекчурин, Мирсалих Мирсалимович (1819 — 7 марта 1903) — российский учёный-лингвист, переводчик, публицист, педагог, фольклорист[17][18].
- Габдулла Саиди (3 мая 1836 — 1 сентября 1914) — башкирский религиозный деятель, ишан, последователь суфизма, просветитель, писатель и поэт[19][20].
- Тукаев, Мухамедшакир Мухамедхарисович (1867 — 1932) — ахун, депутат Государственной Думы Российской империи II и III созывов от Уфимской губернии[21][22].
- Шамсетдин Заки (1825 — ноябрь 1865) — башкирский поэт, последователь суфизма. Писал на татарском, турецком (староосманском), арабском и персидском языках[23][24].

## Религия
- Богородице-Табынский храм — храм в селе Стерлибашево, назван в честь Табынской иконы Божией Матери, относится к Башкортостанской митрополии РПЦ[25][26][неавторитетный источник][27].